# 紅口蝮
紅口蝮屬（學名：Calloselasma），又稱馬來亞蝮蛇，是蛇亞目蝰蛇科蝮亞科下的一個單型有毒蛇屬，屬下只有紅口蝮（C. rhodostoma）一個蛇種 ，主要分布於東南亞（包括泰國、馬來西亞、爪哇等）。目前未有任何亞種被確認。

## 特徵
紅口蝮身體約長76公分，雌蛇一般比雄蛇長大，有時或會長至91公分。紅口蝮亦是唯一一種擁有大片冠鱗及平滑背鱗的亞洲蝮蛇。
紅口蝮普遍棲息於海邊的森林、竹林及多植被農地。繁殖方面，紅口蝮屬於卵生蛇，母蛇亦會對蛇卵作出孵育的行為。

## 地理分布
紅口蝮主要分布於泰國、柬埔寨、寮國、越南、馬來西亞及印尼爪哇。其標本產地為「爪哇」。

## 毒性
紅口蝮以脾氣暴躁易怒聞名，容易作出咬擊。在馬來西亞北部，每年約有700宗被紅口蝮咬傷的意外報告，當中致命率天達2%。

## 備註
1. 1 2 3 4  McDiarmid RW、Campbell JA、Touré T：《Snake Species of the World: A Taxonomic and Geographic Reference, vol. 1》頁511，Herpetologists' League，1999年。ISBN 1-893777-00-6
2. ↑  . ITIS. 2006  [3 November, 2006].
3. ↑  . ITIS. 2006  [3 November, 2006].
4. ↑  Gumprecht A、Tillack F、Orlov NL、Captain A、Ryabov S：《Asian Pitvipers》頁368，第一版，GeitjeBooks Berlin，2004年。ISBN 3-937975-00-4
5. 1 2  Mehrtens JM：《Living Snakes of the World in Color》頁480，紐約：Sterling Publishers，1987年。ISBN 0-8069-6460-X
6. 1 2 3  美國海軍：《Poisonous Snakes of the World》頁203，紐約美國政府：Dover Publications Inc.，1991年。ISBN 0-486-26629-X

## 外部連結
- （英文）TIGR爬蟲類資料庫：紅口蝮屬
- （英文）Herpbreeder：紅口蝮 （页面存档备份，存于）
- Gherp：紅口蝮圖片